# Myriopteris myriophylla
Myriopteris myriophylla är en kantbräkenväxtart som först beskrevs av Nicaise Augustin Desvaux, och fick sitt nu gällande namn av John Smith. Myriopteris myriophylla ingår i släktet Myriopteris och familjen Pteridaceae. Inga underarter finns listade.